# Frode Rønning
Frode Rønning, född 7 juli 1959 i Trondheim, är en norsk före detta skridskoåkare.
Rønning blev olympisk bronsmedaljör på 1 000 meter vid vinterspelen 1980 i Lake Placid.